# Mistrzostwa Rosji w Skokach Narciarskich 2019
Mistrzostwa Rosji w Skokach Narciarskich 2019 – zawody mające na celu wyłonić mistrza Rosji, które rozegrane zostały w dniach 11–13 stycznia w Czajkowskim na kompleksie skoczni Snieżynka oraz 28–30 marca tamże.
W konkursie rozegranym na skoczni normalnej czempionat wywalczył Jewgienij Klimow, który jako jedyny w konkursie zdołał skoczyć za setny metr, a miało to miejsce w serii drugiej, gdzie uzyskał 105,5 metra. Jego przewaga nad drugim miejscem niespełna czternaście punktów, a zajął je Michaił Maksimoczkin. Trzecie miejsce na podium zajął Roman Trofimow straciwszy ponad osiemnaście punktów do miejsca wyżej. Obrońca tytułu sprzed roku Dienis Korniłow sklasyfikowany został dopiero na dziesiątej pozycji. Do startu zgłoszonych zostało sześćdziesięciu czterech zawodników, lecz pięciu z nich nie wystartowało (w tym Dmitrij Wasiljew), a pozostali zostali zdyskwalifikowani za nieprzepisowy sprzęt. Wszystkie skoki oddawane były z piętnastej platformy startowej.
Dwa dni później w konkursie rozegranym na skoczni dużej mistrzostwo wywalczył podobnie jak na skoczni normalnej Jewgienij Klimow. W pierwszej serii zdołał o półtora metra przeskoczyć rozmiar skoczni. Ze stratą ponad sześćdziesięciu punktów na drugiej pozycji uplasował się brązowy medalista sprzed dwóch dni Roman Trofimow. Podium mistrzostw uzupełnił Michaił Maksimoczkin. Broniący tytułu również na skoczni dużej Dienis Korniłow ponownie zajął dziesiątą lokatę. Na starcie zawodów sklasyfikowano pięćdziesięciu dwóch zawodników, a trzech zostało zdyskwalifikowanych. Zawody odbyły się z trzynastej i dwunastej belki startowej.
Konkurs indywidualny kobiet rozegrany 28 marca wygrała Irina Awwakumowa uzyskując przewagę ponad piętnastu punktów nad sklasyfikowaną na drugim miejscu Sofją Tichonową. Trzecie miejsce w konkursie zajęła Lidija Jakowlewa tracąc do drugiego miejsca ponad dwa punkty. Sklasyfikowane zostały dwadzieścia cztery zawodniczki; jedna ze zgłoszonych nie pojawiła się na starcie.
Odbyty dzień później konkurs drużyn mieszanych wygrała ekipa reprezentująca Obwód moskiewski w składzie z Iriną Awwakumową, Michaiłem Nazarowem, Aleksandrą Kustową oraz Ilmirem Chazietdinowem. Straciwszy ponad sto pięćdziesiąt punktów drugie miejsce zajęła z Sankt Petersburga. Trzecie miejsce zajęła drużyna z Kraju Permskiego.
Ostatniego dnia zmagań podczas konkursu drużynowego mężczyzn mistrzostwo zdobyła drużyna z Obwodu moskiewskiego, w której skład poza Nazarowem i Chazietdinowem weszli Dmitrij Wasiljew oraz Nikołaj Matawin. Drugie miejsce zajęli zawodnicy z Niżnego Nowogrodu, a trzecie z Republiki Tatarstanu.

## Wyniki

### Mężczyźni
| Msc. | Zawodnik             | Podmiot             | I seria | II seria | Punkty |
| ---- | -------------------- | ------------------- | ------- | -------- | ------ |
| 1.   | Jewgienij Klimow     | O. moskiewski       | 90,0 m  | 105,5 m  | 250,3  |
| 2.   | Michaił Maksimoczkin | O. niżnonowogrodzki | 97,5 m  | 96,5 m   | 236,9  |
| 3.   | Roman Trofimow       | O. niżnonowogrodzki | 92,5 m  | 91,0 m   | 218,8  |
| 4.   | Aleksandr Bażenow    | O. sachaliński      | 89,0 m  | 93,5 m   | 216,0  |
| 5.   | Maksim Siergiejew    | Tatarstan           | 89,5 m  | 93,0 m   | 215,5  |
| 6.   | Władisław Bojarincew | Sankt Petersburg    | 89,0 m  | 87,5 m   | 202,9  |
| 7.   | Michaił Nazarow      | O. moskiewski       | 85,0 m  | 86,5 m   | 200,9  |
| 8.   | Danił Sadriejew      | Tatarstan           | 86,5 m  | 86,0 m   | 197,7  |
| 9.   | Michaił Purtow       | O. swierdłowski     | 85,0 m  | 86,0 m   | 197,2  |
| 10.  | Dienis Korniłow      | O. niżnonowogrodzki | 81,0 m  | 88,0 m   | 195,7  |
| ...  |                      |                     |         |          |        |

| Msc. | Zawodnik             | Podmiot             | I seria | II seria | Punkty |
| ---- | -------------------- | ------------------- | ------- | -------- | ------ |
| 1.   | Jewgienij Klimow     | O. moskiewski       | 141,5 m | 131,5 m  | 272,3  |
| 2.   | Roman Trofimow       | O. niżnonowogrodzki | 129,0 m | 112,0 m  | 210,9  |
| 3.   | Michaił Maksimoczkin | O. niżnonowogrodzki | 121,0 m | 118,0 m  | 206,6  |
| 4.   | Jegor Usaczow        | Perm                | 123,0 m | 116,0 m  | 204,6  |
| 5.   | Aleksandr Bażenow    | O. sachaliński      | 126,5 m | 101,5 m  | 199,4  |
| 6.   | Dmitrij Wasiljew     | O. moskiewski       | 136,5 m | 100,5 m  | 198,6  |
| 7.   | Michaił Nazarow      | O. moskiewski       | 122,5 m | 111,5 m  | 198,0  |
| 8.   | Aleksandr Sardyko    | O. niżnonowogrodzki | 113,0 m | 117,5 m  | 188,2  |
| 9.   | Ilmir Chazietdinow   | O. moskiewski       | 109,5 m | 122,5 m  | 186,7  |
| 10.  | Dienis Korniłow      | O. niżnonowogrodzki | 118,0 m | 110,5 m  | 184,2  |
| ...  |                      |                     |         |          |        |

### Kobiety

#### Konkurs indywidualny – 28 marca 2019 – HS102
| Msc. | Zawodniczka          | Podmiot          | I seria | II seria | Punkty |
| ---- | -------------------- | ---------------- | ------- | -------- | ------ |
| 1.   | Irina Awwakumowa     | O. moskiewski    | 89,5 m  | 92,0 m   | 218,3  |
| 2.   | Sofja Tichonowa      | Sankt Petersburg | 85,5 m  | 93,0 m   | 202,7  |
| 3.   | Lidija Jakowlewa     | Sankt Petersburg | 86,0 m  | 88,0 m   | 200,3  |
| 4.   | Ksienija Kabłukowa   | Perm             | 85,5 m  | 86,0 m   | 195,9  |
| 5.   | Aleksandra Kustowa   | O. moskiewski    | 87,5 m  | 84,5 m   | 195,8  |
| 6.   | Anna Szpyniowa       | Sankt Petersburg | 83,5 m  | 89,0 m   | 194,9  |
| 7.   | Aleksandra Barancewa | O. moskiewski    | 86,5 m  | 83,5 m   | 187,8  |
| 8.   | Alina Borodina       | O. swierdłowski  | 80,5 m  | 81,5 m   | 170,1  |
| 9.   | Glafira Noskowa      | Perm             | 81,0 m  | 77,0 m   | 159,7  |
| 10.  | Anna Żukowa          | O. moskiewski    | 74,0 m  | 75,0 m   | 138,0  |
| ...  |                      |                  |         |          |        |

### Drużynowo
| Miejsce | Podmiot             | Zawodnik             | Skok 1  | Skok 2  | Punkty |
| ------- | ------------------- | -------------------- | ------- | ------- | ------ |
| 1.      | O. moskiewski       | Irina Awwakumowa     | 90,5 m  | 98,0 m  | 827,4  |
| 1.      | O. moskiewski       | Michaił Nazarow      | 100,0 m | 89,0 m  | 827,4  |
| 1.      | O. moskiewski       | Aleksandra Kustowa   | 92,0 m  | 91,5 m  | 827,4  |
| 1.      | O. moskiewski       | Ilmir Chazietdinow   | 94,0 m  | 100,5 m | 827,4  |
| 2.      | Sankt Petersburg I  | Lidija Jakowlewa     | 85,5 m  | 84,0 m  | 673,9  |
| 2.      | Sankt Petersburg I  | Aleksandr Marczukow  | 87,0 m  | 79,0 m  | 673,9  |
| 2.      | Sankt Petersburg I  | Sofja Tichonowa      | 91,5 m  | 90,5 m  | 673,9  |
| 2.      | Sankt Petersburg I  | Władisław Bojarincew | 79,0 m  | 83,5 m  | 673,9  |
| 3.      | Perm                | Glafira Noskowa      | 75,0 m  | 69,5 m  | 602,5  |
| 3.      | Perm                | Władisław Mustafin   | 83,5 m  | 72,5 m  | 602,5  |
| 3.      | Perm                | Ksienija Kabłukowa   | 87,0 m  | 85,0 m  | 602,5  |
| 3.      | Perm                | Jegor Usaczow        | 87,5 m  | 89,0 m  | 602,5  |
| 4.      | O. swierdłowski     | Kristina Prokopiewa  | 73,0 m  | 70,5 m  | 574,7  |
| 4.      | O. swierdłowski     | Ilja Mańkow          | 84,5 m  | 78,5 m  | 574,7  |
| 4.      | O. swierdłowski     | Alina Borodina       | 82,0 m  | 79,0 m  | 574,7  |
| 4.      | O. swierdłowski     | Michaił Purtow       | 85,5 m  | 89,0 m  | 574,7  |
| 5.      | Sankt Petersburg II | Anastasija Repina    | 67,0 m  | 68,0 m  | 540,8  |
| 5.      | Sankt Petersburg II | Danił Szczegolew     | 77,5 m  | 74,0 m  | 540,8  |
| 5.      | Sankt Petersburg II | Anna Szpyniowa       | 95,5 m  | 89,5 m  | 540,8  |
| 5.      | Sankt Petersburg II | Fiodor Czyżow        | 74,5 m  | 82,0 m  | 540,8  |
| ...     |                     |                      |         |         |        |

| Miejsce | Podmiot           | Zawodnik               | Skok 1  | Skok 2  | Punkty |
| ------- | ----------------- | ---------------------- | ------- | ------- | ------ |
| 1.      | O. moskiewski     | Nikołaj Matawin        | 123,5 m | 116,0 m | 902,8  |
| 1.      | O. moskiewski     | Michaił Nazarow        | 126,0 m | 129,0 m | 902,8  |
| 1.      | O. moskiewski     | Ilmir Chazietdinow     | 130,0 m | 124,0 m | 902,8  |
| 1.      | O. moskiewski     | Dmitrij Wasiljew       | 134,0 m | 125,5 m | 902,8  |
| 2.      | Niżny Nowogród I  | Dienis Korniłow        | 122,0 m | 125,0 m | 755,4  |
| 2.      | Niżny Nowogród I  | Aleksandr Sardyko      | 86,5 m  | 116,5 m | 755,4  |
| 2.      | Niżny Nowogród I  | Michaił Maksimoczkin   | 117,5 m | 113,0 m | 755,4  |
| 2.      | Niżny Nowogród I  | Roman Trofimow         | 119,0 m | 130,5 m | 755,4  |
| 3.      | Tatarstan         | Artiom Redżepow        | 93,5 m  | 93,5 m  | 697,3  |
| 3.      | Tatarstan         | Aleksandr Łoginow      | 110,5 m | 100,5 m | 697,3  |
| 3.      | Tatarstan         | Danił Sadriejew        | 126,5 m | 117,0 m | 697,3  |
| 3.      | Tatarstan         | Maksim Siergiejew      | 123,0 m | 133,0 m | 697,3  |
| 4.      | O. swierdłowski   | Bogdan Michaił         | 88,5 m  | 90,0 m  | 624,9  |
| 4.      | O. swierdłowski   | Ilja Mańkow            | 105,0 m | 113,5 m | 624,9  |
| 4.      | O. swierdłowski   | Wadim Szyszkin         | 104,5 m | 107,5 m | 624,9  |
| 4.      | O. swierdłowski   | Michaił Purtow         | 124,0 m | 130,5 m | 624,9  |
| 5.      | Niżny Nowogród II | Iwan Łanin             | 111,0 m | 96,0 m  | 556,3  |
| 5.      | Niżny Nowogród II | Wasilij Niegriebieckij | 109,0 m | 110,0 m | 556,3  |
| 5.      | Niżny Nowogród II | Aleksandr Szuwałow     | 104,5 m | 103,0 m | 556,3  |
| 5.      | Niżny Nowogród II | Michaił Szerstniew     | 102,0 m | 98,0 m  | 556,3  |
| ...     |                   |                        |         |         |        |